# Мильджинське – Куйбишев
Мильджинске – Куйбишев – трубопровід, призначений для транспортування зріджених вуглеводневих газів (ЗВГ).
З кінця 1990-х у Томській області діє установка комплексної підготовки Мильджинського газоконденсатного родовища, яка, зокрема, продукує значні обсяги пропан-бутанової фракції. В другій половині 2010-х також запустили установку комплексної підготовки на Казанському нафтогазоконденсатному родовищі. З метою оптимізації транспортної схеми в 2014-му оголосили про початок будівництва продуктопроводу для транспортування пропан-бутанової фракції до наливного терміналу, який мали спорудити на Транссибірській залізниці у Куйбишеві. Про успішність випробувань продуктопроводу оголосили в 2017-му, про його завершення – в 2019-му. Нарешті, в 2021 році був введений в дію куйбишевський термінал.
Продуктопровід має дві ділянки:
- Мильджинське – Казанське довжиною 208 км та діаметром 159 мм. На цій ділянці було потрібно спорудити шість переходів під річками за допомогою методу спрямованого горизонтального буріння;
- Казанське – Куйбишев завдовжки 261 км та діаметром 219 мм, на якій запроектували три переходи за методом спрямованого горизонтального буріння.
Пропускна здатність трубопроводу визначена як 400 тисяч тон на рік (з можливістю збільшення до 600 тисяч тон).